# Sainte-Marthe (Lot i Garonna)
Sainte-Marthe – miejscowość i gmina we Francji, w regionie Nowa Akwitania, w departamencie Lot i Garonna.
Według danych na rok 1990 gminę zamieszkiwało 381 osób, a gęstość zaludnienia wynosiła 39 osób/km² (wśród 2290 gmin Akwitanii Sainte-Marthe plasuje się na 808. miejscu pod względem liczby ludności, natomiast pod względem powierzchni na miejscu 1077.).